# Гарли, Джон
Джон Эддисон Гарли (англ. John Addison Gurley; 9 декабря 1813, Ист-Хартфорд, Коннектикут — 19 августа 1863, Грин-Тауншип, Огайо) — американский политик, конгрессмен от штата Огайо. Был назначен первым губернатором Территории Аризона, однако умер до вступления в должность.

## Биография
Джон Гарли родился в Ист-Хартфорде, штат Коннектикут, где окончил школу и стал учеником шляпника. Он изучал богословие и в 1835—1838 годах был пастором церкви унитариев-универсалистов в городе Метьюэн, штат Массачусетс. В 1838 году Гарли переехал на запад в Цинциннати, штат Огайо, где стал владельцем и редактором газеты Star and Sentinel, позже переименованной в Star in the West, а также был пастором в этом городе. В 1850 году Гарли перестал отправлять обязанности священника, в 1854 году продал газету и удалился на свою ферму неподалёку от Цинциннати.
В 1856 году Гарли неудачно выдвигался в Конгресс США, однако позже был избран в Палату представителей США от Республиканской партии, где служил с 4 марта 1859 по 3 марта 1863 года. В 1862 году не смог переизбраться.
В 1861 году, во время гражданской войны, полковник Гарли был адъютантом генерала Джона Фримонта. В 1863 году президент Авраам Линкольн назначил его губернатором Территории Аризона, но накануне своего отъезда Гарли умер от внезапного приступа аппендицита в тауншипе Грин, неподалёку от Цинциннати. Гарли похоронен на кладбище Спринг Гроув в Цинциннати. В его честь была названа гора Гарли, позже переименованная в Гранитную.